# Cardepia strobilacei
Cardepia strobilacei är en fjärilsart som beskrevs av Dumont 1925. Cardepia strobilacei ingår i släktet Cardepia och familjen nattflyn. Inga underarter finns listade i Catalogue of Life.